# COVID-19 в Западной Виргинии
Американский штат Западная Виргиния сообщил о своём первом подтверждённом случае, связанном с пандемией COVID-19, 17 марта 2020 года, став последним штатом, сделавшим это. Тем не менее, конкретный пациент проявлял симптомы в течение нескольких дней до этого времени. 1 апреля 2020 года штат сообщил о первой смерти от коронавируса.
По состоянию на 16 мая 2020 года в Западной Виргинии было зарегистрировано 1470 подтверждённых случаев заболевания COVID-19 и 65 смертей от этой болезни. По оценкам Национального центра статистики здравоохранения, до 11 апреля 2020 года в штате произошло не менее 2182 смертей сверх того.

## Хронология
По состоянию на 16 марта штат проверил 84 предполагаемых случая заболевания. Западная Виргиния объявила о своём первом случае заболевания в Шепердстауне 17 марта 2020 года.
По состоянию на 18 марта было объявлено о втором случае заболевания. Кроме того, в тот же день 148 жителей Западной Виргинии были протестированы на вирус.
По состоянию на 20 марта в Западной Виргинии было подтверждено 8 случаев заболевания COVID-19. На 22 марта было зарегистрировано 16 подтверждённых случаев заболевания.
В статье The Washington Post от 22 марта описывались усилия по внедрению социального дистанцирования в округе Грант.
Первая смерть в штате произошла 29 марта в округе Марион.

## Правительственные меры
13 марта губернатор Джим Джастис объявил, что все школы по всему штату будут закрыты, начиная с 16 марта 2020 года, на неопределённый срок в качестве превентивной меры.
15 марта мэр Чарлстона объявил чрезвычайное положение.
16 марта губернатор Джастис объявил чрезвычайное положение.
17 марта губернатор приказал закрыть рестораны, бары и казино до 31 марта.
К 21 марта несколько округов долины Среднего Огайо закрыли свои суды для публики или ограничили доступ к ним.
К 22 марта Джастис призвал жителей Западной Виргинии оставаться дома как можно дольше. К Джастису присоединился доктор Клэй Марш, вице-президент Университета Западной Виргинии и исполнительный декан по медицинским наукам. Марш сказал, что на Нью-Йорк обрушилась "волна цунами" случаев коронавируса, и если Западная Виргиния сможет оставаться дома как можно дольше в ближайшие несколько недель, волна цунами может стать более похожей на бурный поток для Западной Виргинии.
"Мы столкнулись с пандемией вируса, на который у нас нет иммунной системы, которая реагирует, поэтому мы не можем бороться с ним... Если мы будем делать всё это, то останемся лидерами. Мы показали, как мы тоже, как штат, объединяясь, можем защищать друг друга и защищать наших медицинских работников. Как только это окно возможностей исчезнет, уже не будет иметь значения, что мы будем делать дальше".
23 марта губернатор Джастис приказал немедленно закрыть несущественные предприятия и издал приказ о пребывании дома, вступивший в силу 24 марта в 8 часов вечера.
25 марта, в день молитвы по всему штату была проведена 45-минутная служба, посвящённая людям, страдающим коронавирусной болезнью. Служба была проведена губернатором Джимом Джастисом и модератором доктором Дэном Андерсоном.
30 апреля Джим Джастис объявил план "Сильная Западная Виргиния: возвращение", предусматривающий отмену нынешнего порядка пребывания дома, который будет переходить к плану "безопасность дома". Предприятиям отдельных секторов экономики будет разрешено вновь открыться в течение полутора месяцев после 3 мая 2020 года, если будут соблюдены определённые параметры тестирования на COVID-19. Приказ о пребывании на дому в Западной Виргинии будет отменён 4 мая, в понедельник, в 12:01, и будет заменён программой более безопасного пребывания дома, которая настоятельно поощряет жителей оставаться дома, но не делает это обязательным.

### Федеральные меры
Западная Виргиния получит 5,6 миллиона долларов из федеральных средств на борьбу с COVID-19.

## Влияние на спорт
12 марта Национальная ассоциация студенческого спорта отменила все зимние и весенние турниры, в первую очередь мужской и женский баскетбольные турниры дивизиона I, затронув колледжи и университеты по всему штату.  16 марта Национальная спортивная юниорская ассоциация колледжей также отменила оставшиеся зимние сезоны, а также весенние сезоны.